# 奚仲增二
天鵝座20，又名BD+52 2547，HD 188056、SAO 32042、HR 7576，是天鵝座的一颗恒星，视星等为5.03，位于銀經86.23，銀緯13.14，其B1900.0坐标为赤經19h 48m 7.1s，赤緯+52° 13.14′ 3″。